# Lídia

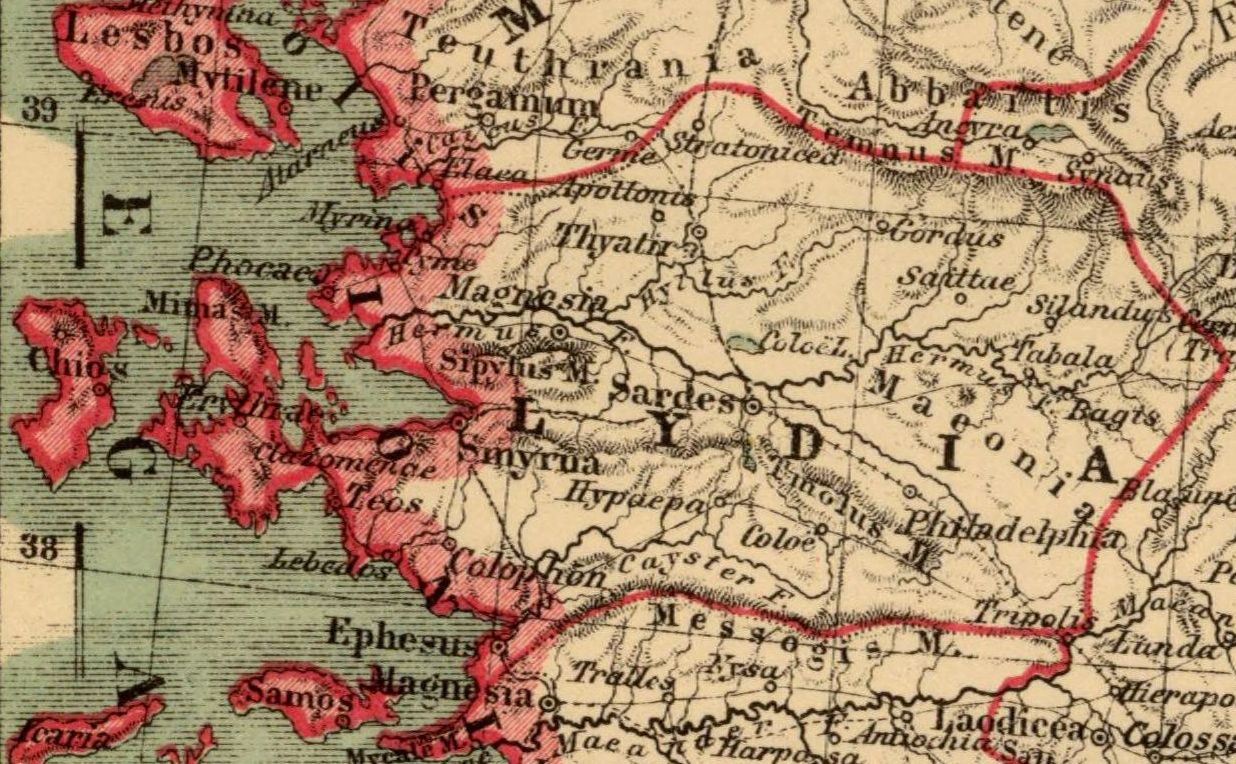
A região clássica da Lídia num mapa de 1903

Lídia (em grego: Λυδία; romaniz.: Lydia) era uma região na porção ocidental da antiga Ásia Menor (Anatólia) cuja origem foi um importante reino neo-hitita que prosperou na Idade do Ferro ali, o Reino da Lídia. Seu território geralmente é localizado a leste da antiga Jônia, onde estão hoje as modernas províncias da Turquia ocidental de Uşak, Manisa e a porção interior de İzmir.
Em sua maior extensão, o Reino da Lídia cobria toda a Anatólia ocidental e a região toda foi chamada de Lídia por toda a Antiguidade Tardia e na Idade Média. A Lídia (conhecida como Esparda pelos persas) era uma satrapia (província) do Império Aquemênida, com capital em Sardes, com Tábulo, nomeado por Ciro, o Grande, como seu primeiro sátrapa (governador). Durante o período romano, a Lídia foi incorporada pela província da Ásia e depois separada numa província distinta, mas com território muito menor que o antigo.
A Lídia é famosa porque acredita-se que o uso de moedas tenha sido inventado ali por volta do século VII a.C.

## Definindo a Lídia
O endônimo Śfard (o nome pelo qual os lídios chamavam-se a si próprios) sobreviveu em éditos bilíngues e trilíngues do Império Aquemênida no nome da satrapia de Sparda (persa antigo; aramaico: Saparda; acádio: Sapardu; elamítico: Išbarda). Todos estes locais são associados na tradição grega com Sardes, a capital do rei Giges, construída no século VII a.C.
Os ancestrais culturais dos lídios parecem ter sido próximos ou parte do estado de Arzaua, dos luvitas. Ainda assim, a língua lídia não é parte do subgrupo luvita, como é o caso do cário e do lício.
Uma associação entre lídios e etruscos há muito tem sido objeto de inúmeras conjecturas. O historiador grego Heródoto afirmou que os etruscos eram originários da Lídia, uma afirmação repetida no poema épico Eneida por Virgílio, e uma língua parecida com o etrusco foi encontrada na Estela de Lemnos, originária da ilha egeia de Lemnos. Porém, o recente deciframento da língua lídia e sua classificação no grupo das línguas anatólicas significa que etruscos e lídios não eram sequer parte da mesma família linguística. Seja como for, estudo genético recente elaborado pelo geneticista italiano Alberto Piazza, da Universidade de Turim, de prováveis descendentes dos etruscos na Toscana encontrou fortes similaridades com indivíduos da Anatólia ocidental.

## Geografia
As fronteiras da Lídia histórica variaram muito com os séculos. Ela era inicialmente cercada pela Mísia, Cária, Frígia e a Jônia na costa. Depois, o poderio militar de Alíates e Creso expandiu as fronteiras do reino, que, a partir de Sardes, passou a controlar toda a Ásia Menor a oeste do rio Hális, com exceção da Lícia. A Lídia nunca mais voltou às suas dimensões iniciais. Depois da conquista persa, o rio Meandro passou a ser considerado como a fronteira sul e, durante o período romano, a Lídia abrangia toda a região entre a Mísia e a Cária de um lado e entre Frígia e Mar Egeu do outro.

## Língua
A língua lídia era uma língua indo-europeia da família das línguas anatólicas, aparentada ao luvita e ao hitita. Ela fazia uso de muitos prefixos e partículas gramaticais. O lídio finalmente se tornou uma língua extinta no século I a.C.

## História

### Reino da Lídia

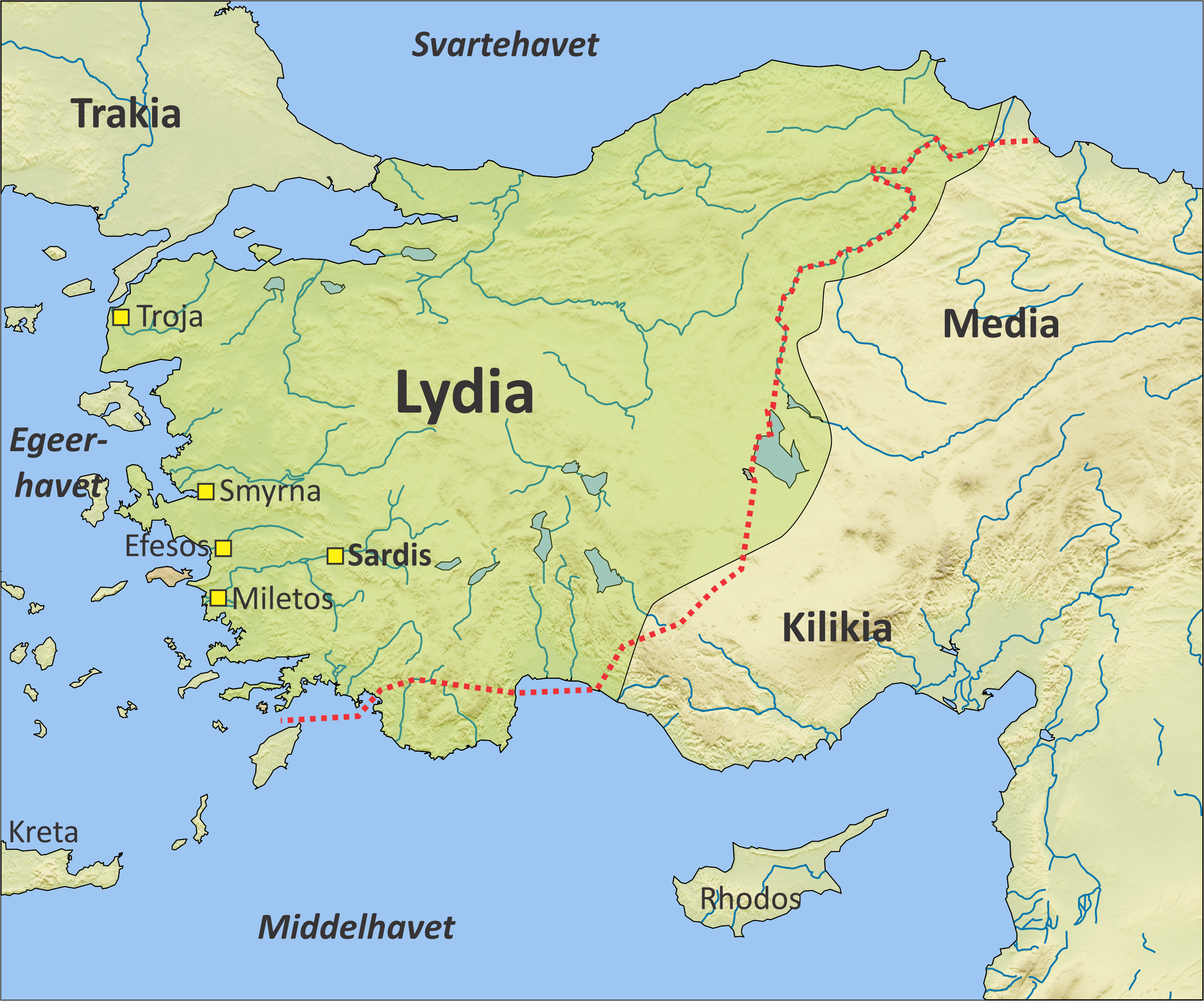
Reino da Lídia

A Lídia se desenvolveu como um reino neo-hitita depois do colapso do Império Hitita no século XII a.C. Durante o período hitita, o nome da região era Arzaua. O nome original do Reino da Lídia era Meônia (Μαιονία - Maionia ou Maeonia) e Homero chama os habitantes da Lídia de maiones (Μαίονες). Ele descreve a capital do reino não como sendo Sardias, mas Hyde, que pode ter sido o nome do distrito ou da região na qual ela se localizava. Posteriormente, Heródoto acrescenta que os meones foram rebatizados de "lídios" em homenagem ao rei Lido (Λυδός - Lydus), filho de Átis (Atys), durante a época mítica que precedeu a dinastia heráclida e este epônimo etiológico serviu para explicar o nome étnico grego lidos (lydoi) (Λυδοί). O termo hebreu para os lídios, ludim (לודים), que pode ser visto no Livro de Jeremias, também foi considerado como uma possível origem do termo e, já no tempo de Flávio Josefo, propunha-se que ele fosse derivado de Lud, filho de Sem. Hipólito de Roma (234 d.C.) oferece uma opinião alternativa, mas similar: a de que os lídios seriam descendentes de Ludim, filho de Mizraim.
Alguns meônios ainda existiam no período histórico nas terras altas da região perto do rio Hermo, onde uma cidade chamada "Meônia" (Maeonia) ainda existia segundo Plínio, o Velho e Hierócles (autor do Sinecdemo).

#### Lídia na mitologia grega
A mitologia lídia é virtualmente desconhecida e sua literatura e rituais se perderam. Na falta de quaisquer monumentos ou achados arqueológicos com inscrições epigráficas extensas, os mitos que envolvem a Lídia chegaram até nossos dias através da mitologia grega.
Para os gregos, Tântalo foi um monarca primordial da mítica Lídia e Niobe, sua orgulhosa filha. Através do marido dela, Anfião, a Lídia estava ligada à Tebas, na Grécia, e através de Pélope, a linhagem de Tântalo era parte dos mitos fundadores da segunda dinastia de Micenas.[a]
Ainda segundo a mitologia grega, a Lícia era também o lugar onde se originou o machado duplo chamado lábris Ônfale, a filha do rio Jardano, era uma monarca da Lídia a quem Hércules teve que servir por um tempo. Suas aventuras na região são as de um herói grego numa terra periférica e estranha: durante sua estadia, Hércules escravizou os itones, matou Sileu, que forçava os viajantes a capinarem seus vinhedos, assassinou a serpente do rio Sangarios (que aparece ainda hoje no céu na forma da constelação de Ofiúco e capturou os trapaceiros símios, os cercopes. Relatos afirmam que houve pelo menos um filho de Hércules e Ônfale: Diodoro Sículo e Ovídio mencionam Lamos, Pseudo-Apolodoro afirma que foi Agelau e Pausânias traz o nome de Tirseno, que seria filho de Hércules com "a lídia".
Os três casos indicam uma dinastia lídia reivindicando Hércules como ancestral. Heródoto (1.7) faz referência a uma dinastia heráclida de reis que governaram a Lídia, ainda que não fossem descendentes de Ônfale. Ele também menciona (1.94) a lenda recorrente de que a civilização etrusca teria sido fundada por colonos da Lídia liderados por Tirreno, irmão de Lido. Porém, Dionísio de Halicarnasso duvidava da história, indicando que era sabido que a língua e os costumes etruscos eram completamente diferente dos lídios. Cronologistas posteriores também ignoraram a afirmação de Heródoto de que Agrão seria o primeiro rei lídio e incluíram Alceu, Belo e Nino em suas listas de reis da Lídia. Estrabão faz de Átis, pai de Lido e Tirreno, um descendente de Hércules e Ônfale. Todos os demais relatos nomeiam Átis, Lido e Tirreno como sendo reis pré-heráclidas da Lídia.
Dizia-se que as reservas de ouro no rio Pactolo, a fonte da proverbial riqueza de Creso (o último rei da Lídia) se originaram quando o lendário rei Midas da Frígia acabou com seu "toque de Midas" lavando as mãos em suas águas. Na tragédia de Eurípides "As Bacantes", Dionísio declara ser originário da Lídia.
O filho de Alíates era Creso, que se tornou sinônimo de grande riqueza e Sardes era famosa por sua beleza. Por volta de 550 a.C., no início de seu reinado, Creso financiou a construção do Templo de Ártemis em Éfeso, que tornar-se-ia uma das sete maravilhas da Antiguidade.

#### Primeiras moedas
De acordo com Heródoto, os lídios foram os primeiros a usar moedas de ouro e prata e os primeiros a estabelecer lojas de varejo em locais permanentes. Não se sabe, entretanto, se Heródoto quis dizer que os lídios foram os primeiros a usar moedas de ouro puro e prata pura ou as primeiras moedas de metal precioso em geral. Apesar dessa ambigüidade, esta declaração de Heródoto é uma das evidências mais frequentemente citadas em nome do argumento de que os lídios inventaram a cunhagem, pelo menos no Ocidente, embora as primeiras moedas (sob Alíates I, reinaram c.591-c. 560 aC) não eram nem ouro nem prata, mas uma liga dos dois chamados electrum.

### Satrapia persa

Reino da Lídia (amarelo) pouco antes da conquista pelo Império Aquemênida

Em 547 a.C., o rei lídio Creso cercou e capturou a cidade persa de Ptéria, na Capadócia, e escravizou seus habitantes. O rei persa, Ciro, o Grande, marchou com seu exército contra os lídios e enfrentou-os na Batalha de Ptéria, que terminou empatada, mas forçou o recuo das forças de Creso até Sardes. Meses depois, os reis da Pérsia e da Lídia se encontraram novamente na Batalha de Timbra, mas, desta vez, Ciro venceu e capturou a Sardes.

### Satrapia selêucida
A Lídia permaneceu como uma satrapia depois da conquista da Pérsia pelo rei macedônio Alexandre III ("o Grande") da Macedônia, mas, quando o breve império de Alexandre chegou ao fim depois de sua morte prematura, a Lídia passou para o controle do mais poderoso das dinastias sucessoras (diádocos) na Ásia, os selêucidas. Depois que Antíoco III foi derrotado no final do século II a.C. na Guerra sírio-romana, a Lídia foi entregue pelos romanos aos atálidas do Reino de Pérgamo. Seu último rei, Átalo III, evitou a destruição de uma conquista romana deixando seu reino como herança ao Império Romano quando morreu em 133 a.C.

### Província romana da Ásia
Quando os romanos entraram em Sardes em 133 a.C., a Lídia, como as demais regiões ocidentais da herança atálida, foram organizadas na província da Ásia, uma província romana muito rica e cujo governador tinha o alto posto de procônsul. Todo o oeste da Ásia Menor tinha colônias judaicas desde muito cedo e o cristianismo rapidamente se espalhou pela região. Os Atos dos Apóstolos mencionam o batismo de uma comerciante chamada "Lídia", de Tiatira, na região onde antes estava a satrapia da Lídia.
A Lídia tinha diversas comunidades cristãs e, depois que o cristianismo tornou-se a religião oficial do Império Romano no século IV, tornou-se uma das províncias da diocese eclesiástica da Ásia, subordinadas ao patriarca de Constantinopla. A província eclesiástica da Lídia tinha como sé metropolitana Sardes. Os bispos das várias dioceses da Lídia estavam bem representados no Concílio de Niceia em 325 e também nos concílios ecumênicos seguintes.

### Província romana da Lídia
Durante a reforma de Diocleciano em 296, a Lídia renasceu como uma província romana separada, muito menor que a antiga satrapia, mas ainda com capital em Sardes. A Província da Lídia foi reunida a diversas outras províncias da região ocidental da Ásia Menor para formar a Diocese da Ásia, sob o comando de um vigário, que estava subordinada à Prefeitura pretoriana do Oriente juntamente com diversas outras dioceses. Sob o comando do imperador bizantino Heráclio (r. 610–641), a Lídia passou a fazer parte do Tema Anatólico, um dos primeiros temas (províncias civis e militares bizantinas) e, depois, do Tema Tracesiano. Embora os turcos seljúcidas tenham conquistado praticamente toda a Anatólia para formar o Sultanato de Rum (com capital em Icônio, rebatizada como Cônia, nome que mantém até hoje), a Lídia ainda permaneceu parte do Império Bizantino. Durante a ocupação de Constantinopla pela Quarta Cruzada, a Lídia passou para o comando do Império de Niceia.

### Período otomano
A região foi finalmente conquistada pelos diversos beilhiques vizinhos, todos absorvidos pelo Império Otomano em 1390. A Lídia tornou-se então parte da Vilaiete de Aidim e é ainda hoje a região mais ocidental da moderna Turquia.

## Sés episcopais
As sés episcopais da província que aparecem no Anuário Pontifício como sés titulares sãoː
- Acrasso (atualmente no vale do alto Caico)
- Apolono Hiero (perto de Boldane)
- Apolônias (Palamite)
- Ataleia na Lídia (Ianantepe)
- Aureliópolis na Lídia
- Bagis (Bageis)
- Balando (ruínas de Suleimanli, perto de Globeque)
- Cauno
- Cérasa (Eliesler)
- Dalda (Naricale)
- Filadélfia (Alaxequir)
- Gabala
- Gordo (Gordes)
- Helenópolis
- Hermocapélia (Iaquiacoi)
- Hierocesareia
- Hipepa
- Hircânia (Lídia) (Papasli)
- Lípara (vale do alto Caico)
- Meônia
- Mesotímolo (ruínas perto de Taquemaque?)
- Mostene (Assartepe)
- Satala na Lídia
- Setas
- Silando
- Estratonícia
- Tiatira
- Trales
- Trípoli

## Notes
1. ↑  Rhodes, P.J. A History of the Classical Greek World 478-323 BC. 2nd edition. Chichester: Wiley-Blackwell, 2010, p. 6.
2. ↑  "Lydia" in Oxford Dictionary of English. Oxford University Press, 2010. Oxford Reference Online. 14 October 2011.
3. ↑  Tavernier, J. (2007). Iranica in the Achaemenid period (ca. 530-330 B.C.): Lexicon of Old Iranian Proper Names and Loanwords, attested in Non-Iranian Texts. [S.l.]: Peeters. 91 páginas. ISBN 90-429-1833-0
4. ↑  «Ancient Etruscans Were Immigrants From Anatolia, Or What Is Now Turkey». ScienceDaily (em inglês). Consultado em 14 de junho de 2021
5. ↑  Lydia
6. ↑  Ilíada ii. 865; v. 43, xi. 431.
7. ↑  Para as etimologias de Lydia e Maionia, veja H. Craig Melchert "Greek mólybdos as a Loanword from Lydian", University of North Carolina at Chapel Hill, pp. 3, 4, 11 (fn. 5).
8. ↑  Ilíada xx. 385
9. ↑  Veja Estrabão xiii.626.
10. ↑  Histórias i. 7
11. ↑  Jeremias 46:9
12. ↑  Calmet, Augustin (1832). Dictionary of the Holy Bible. [S.l.]: Crocker and Brewster. p. 648
13. ↑  "História Natural (Plínio, o Velho)|História Natural]], v.30M
14. ↑  Fontes citadas por Karl Kerenyi, The Heroes of the Greeks 1959, p. 192.
15. ↑  Higino, Astronômica ii.14.
16. ↑  Biblioteca Histórica 4.31.8
17. ↑  Heroides 9.54
18. ↑  Bibliotheke 2.7.8
19. ↑  Descrição da Grécia 2.21.3
20. ↑  Geografia 5.2.2
21. ↑  The Complete Greek Tragedies Vol IV., Ed by Grene and Lattimore, line 463
22. ↑  Herodotus. Histories, I, 94
23. ↑  Carradice and Price, Coinage in the Greek World, Seaby, London, 1988, p. 24
24. ↑  Le Quien, Oriens Christianus, i. 859–98
25. ↑  Annuario Pontificio 2013 (Libreria Editrice Vaticana 2013 ISBN 978-88-209-9070-1), "Sedi titolari", pp. 819-1013
26. ↑  The Heroes of The Greeks 1959, p. 83.